# Bačevac
Bačevac is een plaats in de gemeente Gradina in de Kroatische provincie Virovitica-Podravina. De plaats telt 475 inwoners (2001).